# Jörg Hube

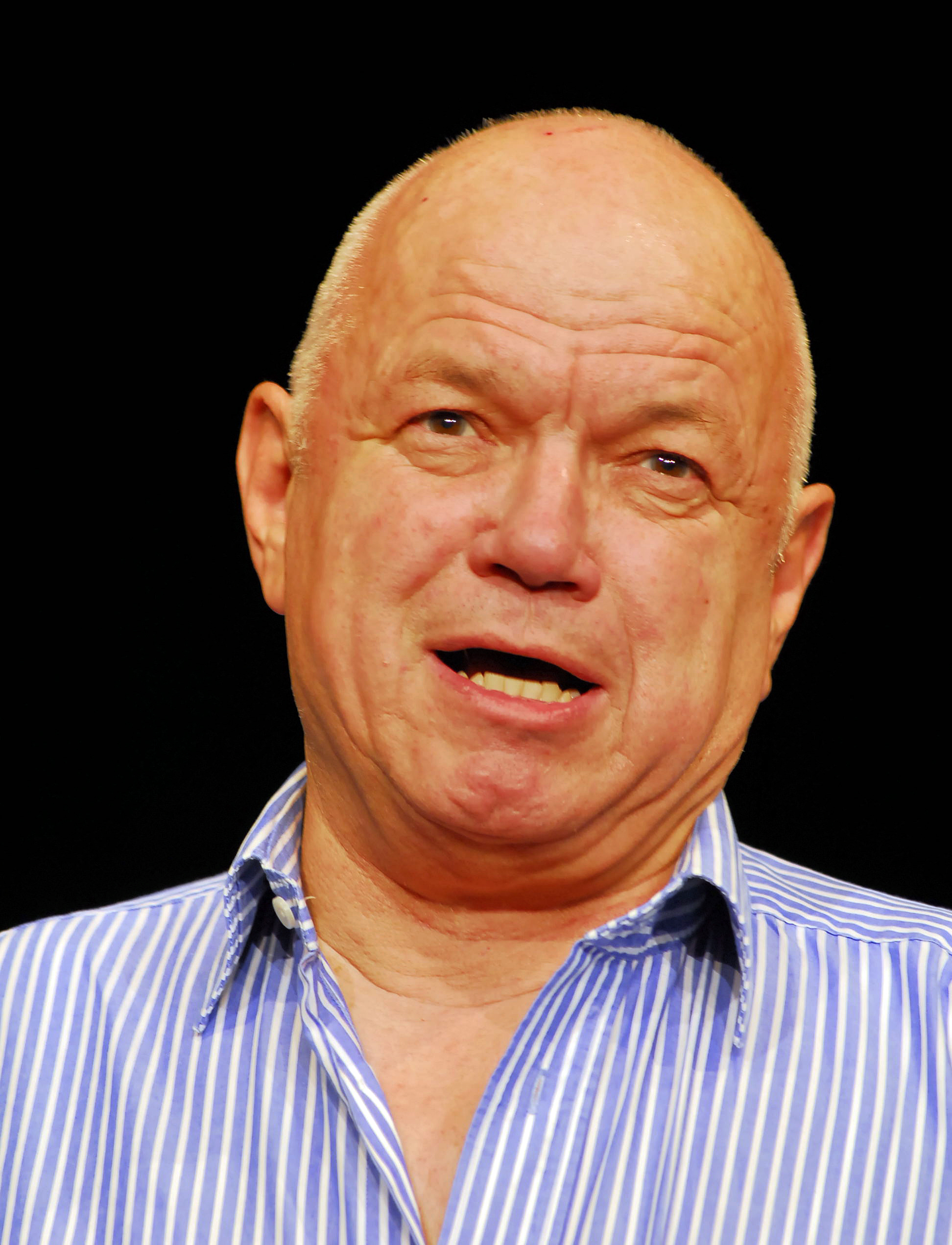
Jörg Hube, 2007

Jörg Hube (* 22. November 1943 in Neuruppin; † 19. Juni 2009 in München) war ein deutscher Schauspieler, Regisseur und Kabarettist.

## Leben
Der in Brandenburg geborene Jörg Hube wuchs in Dießen am Ammersee und in München auf.

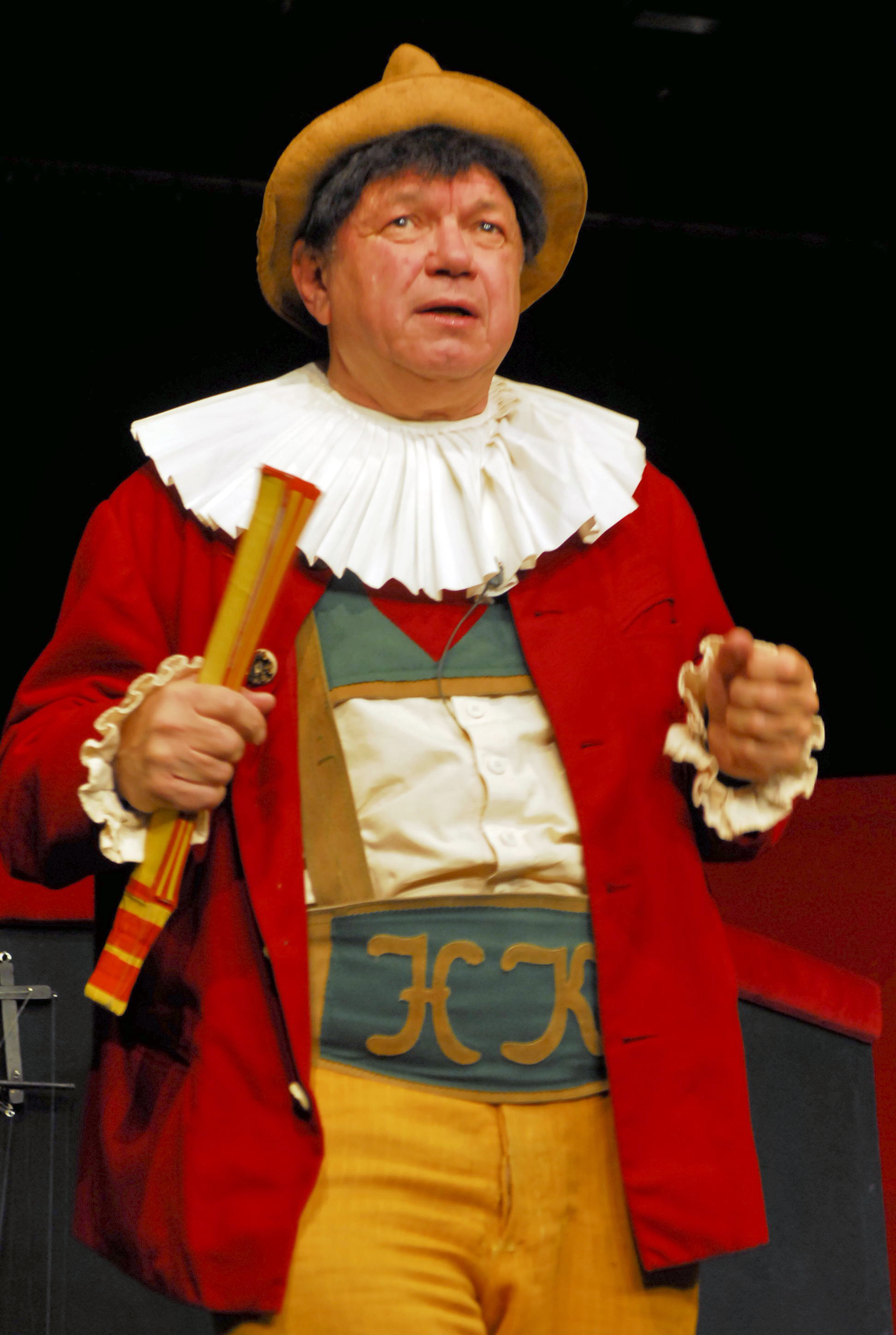
Jörg Hube als Herzkasperl, 2007

„Seine Mutter war alleinerziehend und gab den kleinen Jörg ins Heim, als er drei Jahre alt war. In ergreifenden Kinderbriefen bittet er darum, dass sie ihn dort abholt. Als Schüler fiel Hube dann durch seine Aufmüpfigkeit auf. Er musste immer wieder die Schule wechseln, etwa weil er seine Lehrer beschimpft hatte. Ungerechtigkeit konnte ihn zeitlebens richtig wütend machen, er wollte nicht, dass Menschen sich betrügen lassen.“
Er verließ das Gymnasium vor dem Abitur und erlernte die Schauspielkunst an der Münchner Otto-Falckenberg-Schule und am Salzburger Mozarteum. Ab 1984 unterrichtete er dann selbst an der Falckenberg-Schule und leitete sie vom Frühjahr 1991 bis Sommer 1993.
Sein erstes Engagement führte ihn von 1968 bis 1969 ans Stadttheater Trier, wo er unter anderem die Hauptrolle in Heinrich von Kleists Prinz von Homburg spielte. Von dort wechselte er zurück nach München an die Kammerspiele und später ans Bayerische Staatsschauspiel. Zusammen mit Helmut Ruge bildete Hube von 1971 bis 1973 das Kabarett Die Hammersänger. Von 1973 bis 1975 spielte er am Münchner Theater der Jugend. Schließlich entwickelte Hube – gemeinsam mit seiner Frau Elisabeth Fanderl (einer Tochter des Musikers, Volksmusikpflegers und Volksliedsammlers Wastl Fanderl) – jene Figur des Herzkasperls, die seine Paraderolle werden sollte und mit der er ab 1975 in den Kabarettprogrammen Herzkasperls Altstadtfunk, Herzkasperls Salto Normale, Herzkasperls Abermakaber sowie Herzkasperls Biograffl und Herzkasperls Her- und Hinrichtung (2003) glänzte. Auf der Jubiläumswiesn zum 200. Geburtstag des Oktoberfestes 2010 trug ein traditionelles Bierzelt auf dem Historischen Oktoberfest Jörg Hube zu Ehren den Namen Herzkasperl Festzelt, welches nun auf der Oidn Wiesn weiterbesteht.
1973 sprach er in der Radiohörspiel-Reihe Meister Eder und sein Pumuckl in der Episode Pumuckl paßt auf einen Autofahrer.
Weitere Gastspiele an verschiedenen deutschen Bühnen folgten, so etwa 1977 als Danton in Dantons Tod bei den Gandersheimer Domfestspielen und 1980 in Heidelberg als Bürgermeister in Gogols Der Revisor. Ab 1973 trat Hube regelmäßig an den Münchner Kammerspielen auf. Die Theaterkritik feierte ihn besonders als Rabensteiner in Dieter Dorns Inszenierung von Peter Weiss’ Der neue Prozess und als Edgar in Franz Xaver Kroetz’ Nicht Fisch nicht Fleisch (beide 1983).
Erste Bekanntheit beim Fernsehpublikum erlangte er 1981 als Hauptfigur der vom Bayerischen Rundfunk produzierten Fernsehserie Der Gerichtsvollzieher. 1982 spielte er in Michael Verhoevens Kinofilm Die weiße Rose mit Lena Stolze als Sophie Scholl den zuständigen Oberregierungsrat – 23 Jahre später war er als Vater von Sophie Scholl auch in Sophie Scholl – Die letzten Tage zu sehen. Bundesweit bekannt wurde Hube 1984 durch Edgar Reitz’ Hunsrücksaga Heimat in der Rolle des Ingenieurs Otto Wohlleben, den der Bau der Reichshöhenstraße in den Hunsrück verschlagen hat und der schließlich beim Entschärfen einer Fliegerbombe ums Leben kommt. Als Kommissar Ludwig Grandauer und dessen Sohn Karl, die er beide in verschiedenen Lebensaltern verkörperte, prägte Hube das Gesicht der preisgekrönten BR-Serie Löwengrube, für die er 1992 zusammen mit Schauspielkollegin Christine Neubauer, Regisseur Rainer Wolffhardt und Autor Willy Purucker mit dem Adolf-Grimme-Preis mit Gold ausgezeichnet wurde.
Nach seinem Fernseherfolg mit der Löwengrube widmete sich Hube sowohl als Schauspieler als auch als Regisseur wieder verstärkt den Kammerspielen. Hube war auch regelmäßig in der Bayerischen Staatsoper in der Operette Die Fledermaus in der Rolle des Gefängniswärters Frosch zu sehen. Sein Programm Sugardaddy, in dem er zusammen mit seiner Lebensgefährtin Beatrix Doderer auf der Bühne stand und das 2005 Premiere feierte, war im Marstall des Bayerischen Staatsschauspiels und deutschlandweit zu sehen.

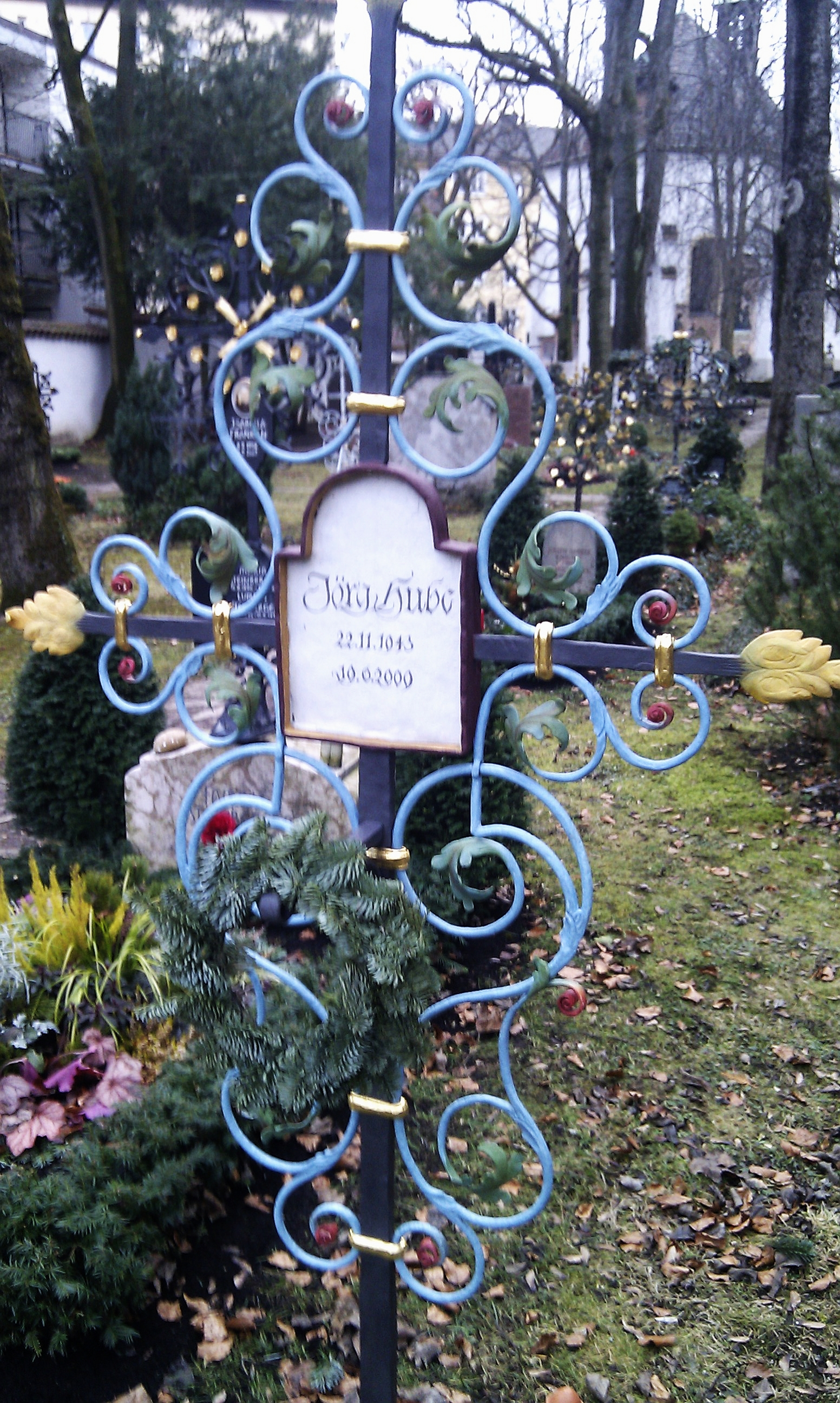
Grabkreuz am Neuhauser Winthirfriedhof

Jörg Hube machte sich mit großer Stimmenvielfalt auch als Sprecher von Hörspielen und beim Bayerischen Rundfunk sowie engagierten Lesungen aus den Werken von Lion Feuchtwanger, Oskar Maria Graf und Karl Kraus einen Namen.
Seine letzte Rolle spielte er an der Seite von Stefanie Stappenbeck als lebenskluger Kriminalhauptkommissar Papen in der Polizeiruf-110-Folge Klick gemacht um die Nachwirkungen eines Sprengstoffanschlags auf einen Bundeswehr-Konvoi in Afghanistan. Nachdem Jörg Hube im Juni 2009 vor Beginn der Dreharbeiten der nachfolgenden Polizeiruf 110-Folge Die Lücke, die der Teufel lässt starb, wurde die Figur des Friedl Papen am Beginn der Episode durch eine Bombenexplosion getötet. Jörg Hubes Rolle wurde dabei von einem Ersatzdarsteller übernommen.
Jörg Hube lebte in München und starb im Juni 2009 im Alter von 65 Jahren an Bauchspeicheldrüsenkrebs. Er wurde auf dem Winthirfriedhof in München beigesetzt. Sein Nachlass wird seit 2011 im Münchner Literaturarchiv Monacensia betreut, das auch eine Ausstellung des Nachlasses organisiert.

## Theater
Weitere Theaterrollen von Jörg Hube:
- 1973 in Plenzdorfs Die neuen Leiden des jungen W., München
- 1974 in Brechts Die heilige Johanna der Schlachthöfe
- 1978 in Widmers Nepal, München
- 1981 in Mitterers Kein Platz für Idioten, München
- 1985 in Franz Xaver Kroetz’ Bauern sterben, München
- 1993 in William Shakespeares Coriolan (Rolle: Sicinius Velutus) – Regie: Deborah Warner (Salzburger Festspiele – Felsenreitschule)
- 1994 als Klosterbruder in Lessings Nathan der Weise, München
- 1995 als Franz Schritt in Kroetz' Bauerntheater, München
- 1998 als Puntila in Brechts Herr Puntila und sein Knecht Matti, München
- 1998 in Ringsgwandls König Ludwig II. – Die volle Wahrheit
- 1999 in Polymestor in Euripides’ Hekabe, München

## Filmografie
| - 1972: Der Italiener - 1977: Das feuerrote Spielmobil – Das Haus mit der Nr. 30 - 1976: Anschi und Michael - 1976: Der Fall Bundhund (als Bundhund) - 1976: Tatort: Wohnheim Westendstraße - 1977: Tatort: Schüsse in der Schonzeit - 1979: Kreutzer - 1979: Andreas Vöst - 1979: Blauer Himmel den ich nur ahne - 1979: Die letzten Jahre der Kindheit - 1980: Tatort: Der Zeuge - 1981: Der Gerichtsvollzieher oder Die Gewissensbisse des Florian Kreittmayer - 1982: Tatort: Das Mädchen auf der Treppe - 1982: Die Weiße Rose - 1983: Monaco Franze – Der ewige Stenz - 1983: Rote Erde - 1984: Polizeiinspektion 1 – Gebrochene Herzen - 1984: Morgen in Alabama - 1984: Heimat – Eine deutsche Chronik - 1986: Der Alte – Das Attentat - 1986: Rette mich, wer kann - 1986: Schafkopfrennen - 1987: Die Hausmeisterin - 1987: Die Chinesen kommen - 1987: Das Treibhaus - 1988: Der Schwammerlkönig | - 1989: Schweinegeld – Ein Märchen der Gebrüder Nimm - 1989–1992: Löwengrube - 1992: Abgetrieben - 1993: Großstadtrevier – Bodo - 1994: Polizeiruf 110: Gespenster - 1995: Transatlantis - 1996: Der schönste Tag im Leben - 1997: Sophie – Schlauer als die Polizei - 1997: Das ewige Lied - 1998: Kreuzwege - 1998: Neue Freiheit – Keine Jobs - 1999: Die Verbrechen des Professor Capellari: Tod eines Königs - 1999: Requiem für eine romantische Frau - 2000: Geschichten aus dem Nachbarhaus – Hoffest - 2000, 2002: Café Meineid (TV-Serie, zwei Folgen) - 2002: Ich hab es nicht gewollt – Anatomie eines Mordfalls - 2004: Der Alte – Ein mörderisches Geheimnis - 2005: Sophie Scholl – Die letzten Tage - 2007: Das große Hobeditzn - 2008: Tatort: Der oide Depp - 2008: Die Geschichte vom Brandner Kaspar - 2009: Franzi - 2009: Polizeiruf 110: Klick gemacht |

## Auszeichnungen

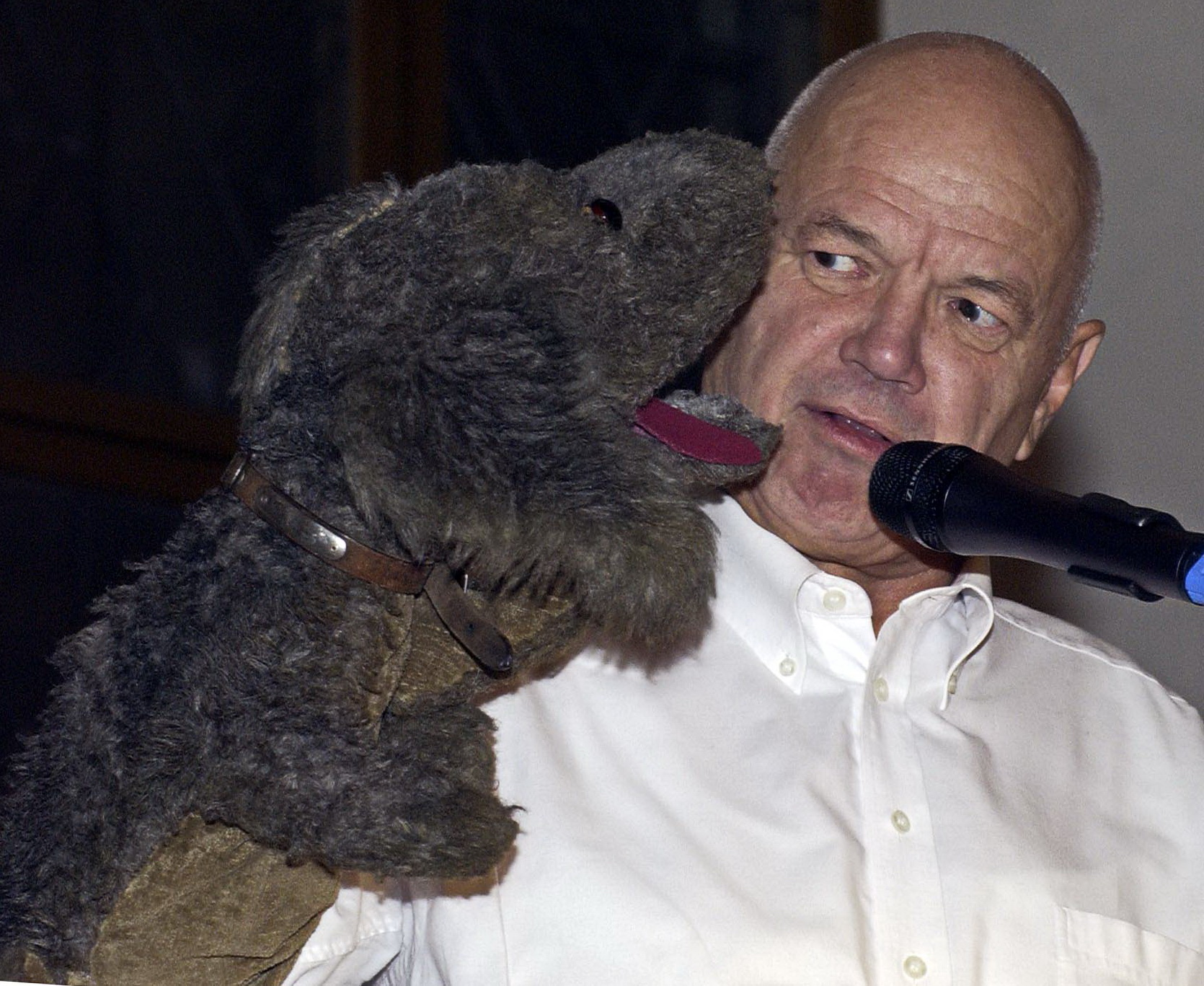
Jörg Hube beim Bayerischen Poetentaler, 2004

- 1982 Deutscher Kleinkunstpreis in der Sparte Kabarett
- 1982 Ernst-Hoferichter-Preis
- 1985 Ludwig-Thoma-Medaille der Stadt München
- 1992 Adolf-Grimme-Preis mit Gold für Löwengrube (zusammen mit Willy Purucker, Rainer Wolffhardt und Christine Neubauer)
- 1993 Theaterpreis der Landeshauptstadt München
- 1993 Adolf-Grimme-Preis mit Bronze für Unter deutschen Dächern: Der Ami geht heim (zusammen mit Christian Bauer)
- 1996 Deutscher Kabarettpreis Hauptpreis
- 1999 Prix Pantheon Kategorie Reif & Bekloppt
- 1999 Schwabinger Kunstpreis Ehrenpreis
- 2000 Oberbayerischer Kulturpreis
- 2000 Wilhelm-Hoegner-Preis, gemeinsam mit der Biermösl Blosn
- 2004 Bayerischer Poetentaler
- 2008 Medaille „München leuchtet – Den Freunden Münchens“ in Gold
- 2009 Bayerischer Kabarettpreis Ehrenpreis
- 2009 Bayerischer Verdienstorden posthum